# لیسه (آموزش)

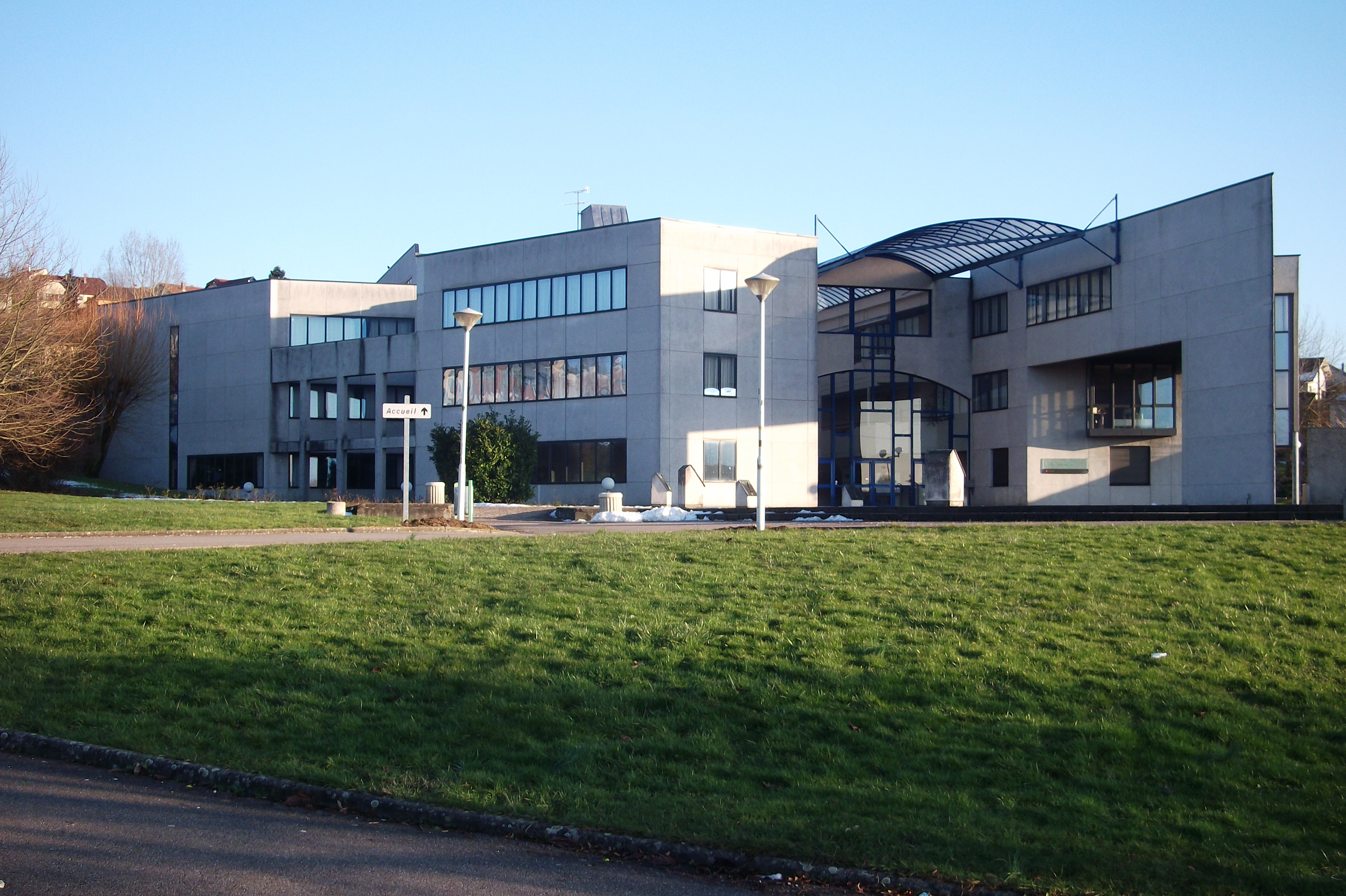
عکسی از یک محل دوره تحصیلی لیسه

لیسه واژه‌ای فرانسوی (Lycée) است که به یک دورهٔ تحصیلی گفته می‌شود. در فرانسه دانش‌آموزان سه سال در این مقطع از سن ۱۵ تا ۱۸ به تحصیل مشغول هستند. همچنین در افغانستان مقطعی تحصیلی معادل دبیرستان در ایران است.

## خاستگاه نامگذاری
واژهٔ فرانسوی لیسه lycée از  واژهٔ یونانی لوکه‌یون λύκειον (آکادمی ارسطو) گرفته شده‌است.